# Ommatius apicalis
Ommatius apicalis är en tvåvingeart som först beskrevs av Luigi Bellardi 1861.  Ommatius apicalis ingår i släktet Ommatius och familjen rovflugor. Inga underarter finns listade i Catalogue of Life.